# قرن استشعار

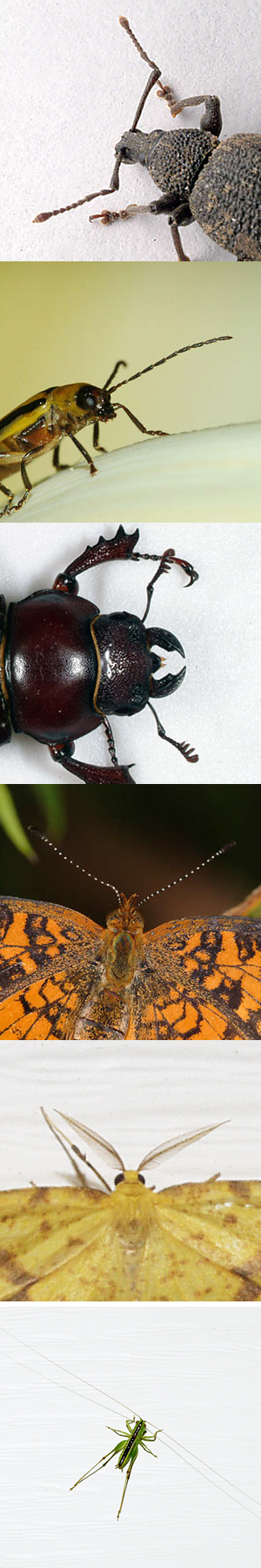
قرون استشعار أنواع مختلفة من الحشرات

الزبانيان (مفرد: الزُّبَانى) أو قرنا الاستشعار أو الزُّبَان (بالإنجليزية: Antenna) هما زوجان من الزوائد اللذان يقعان في المناطق الأمامية من أجساد مفصليات الأرجل. يعطيها قرن الاستشعار معلومات عن طريق الشم عن العالم الخارجي لأنها مبطنة بأعصاب شم حساسة ليمكنها التعرف علي الطعام والفورمونات (بالإنجليزية: Pheromones)، وهي عبارة عن جزيئات يتم إفرازها، حيث لها أهميتها الجنسية لجذب الحشرات للتزاوج ولاسيما النمل ونحل العسل، ومن خلالها يمكن لهما تمييز رفقائهما من الأجانب الدخلاء وتبادل المعرفة بينهما عن مصادر الطعام والخطر، بينما الناموسة من خلال قرني استشعارهما يمكنها تمييز الروائح والأصوات معاً، ويمكن لفراشة دودة القز التعرف على فورمونات الأنثى من على بعد عدة أميال.

## أنواع
تختلف قرون الاستشعار اختلافًا عظيمًا في الشكل من حشرة إلى أخرى. ومنها على سبيل المثال الأنواع التالية:
- الخيطية Filiform كما في النطاطات
- الشوكية أو السوطية Setaceous كما في الصراصير.
- الصولجانية Clavate كما في أبى الدقيق.
- الرأسية Capitate كما في بعض الخنافس.
- الأريستوية Aristate كما في الذبابة المنزلية.
- الورقية Lamellate  كما في الجعران المقدس.
- القلادية أو السبحية Moniliform  كما في النمل الأبيض.
- المشطية Pectinate  كما في بعض الخنافس والفراشات.
- الريشية Plumose كما في ذكر البعوض.
- الشعراء Pilose كما في أنثى البعوض
- المخرازية أو القلمية' Stylate كما في ذبابة الخيل.
- المرفقية Geniculate كما في نحل العسل
- المنشارية Serrate كما في فرقع لوز
- المشطية المضاعفة Bipectinate  كما في فراشة دودة القز.